# Oliver Goldsmith
Oliver Goldsmith (10. listopadu 1728, Elphin, Roscommon, Irsko – 4. dubna 1774, Londýn) byl anglický preromantický prozaik, básník a dramatik irského původu.

## Život
Byl synem venkovského duchovního. Roku 1744 začal studovat na Trinity College v Dublinu, kde s problémy (byl vyloučen, utekl ze studií pro neshody se svým učitelem atp.) získal roku 1749 titul bakaláře umění. Ke kněžskému studiu, což bylo přání jeho otce, nebyl přijat. Vydal se do Skotska, kde studoval medicínu na Edinburské univerzitě, pak odjel do Evropy a pokračoval ve studiu na Univerzitě v Leidenu. Studia nedokončil a vydal se na pěší cestu po Francii, Švýcarsku a Itálii.
Roku 1756 se vrátil prakticky bez prostředků do Londýna. Živil se různým způsobem, byl asistentem v lékárně, pomocným učitelem a také působil jako lékař, protože nějak získal titul doktora medicíny. Byl neustále zadlužen a závislý na hazardních hrách. Pracoval rovněž jako námezdní literát (například pro časopisy Monthly Review nebo The Public Ledger). Jako autor na sebe upozornil poprvé roku 1759 pojednáním An Enquiry Into the Present State of Polite Learning in Europe (Zkoumání současného stavu humanitní vzdělanosti v Evropě) o úpadku kultury. V tom samém roce vydal ve svém krátce existujícím časopise The Bee (Včela) své eseje a črty a roku 1762 satirické dílo Citizen of the World (Světoobčan).

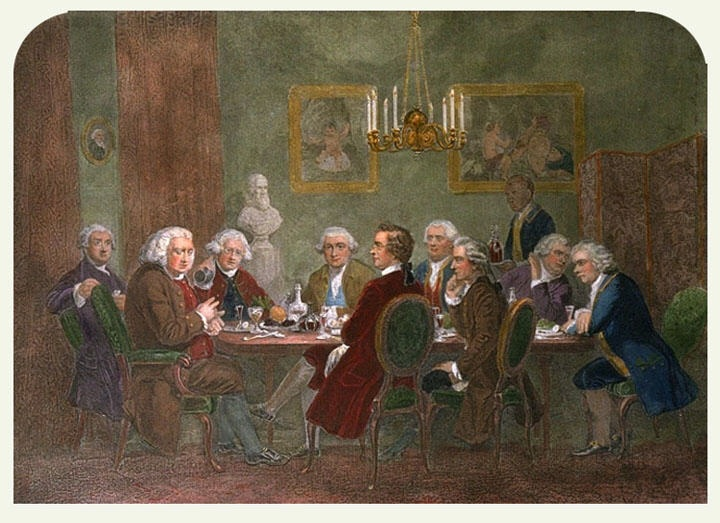
Schůzka literárního klubu, zleva Boswell, Johnson, Reynolds, Garrick, Burke, Paoli, Burney, Warton a Goldsmith

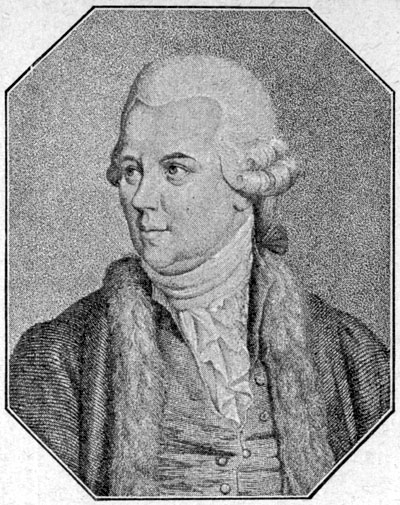
Oliver Goldsmith

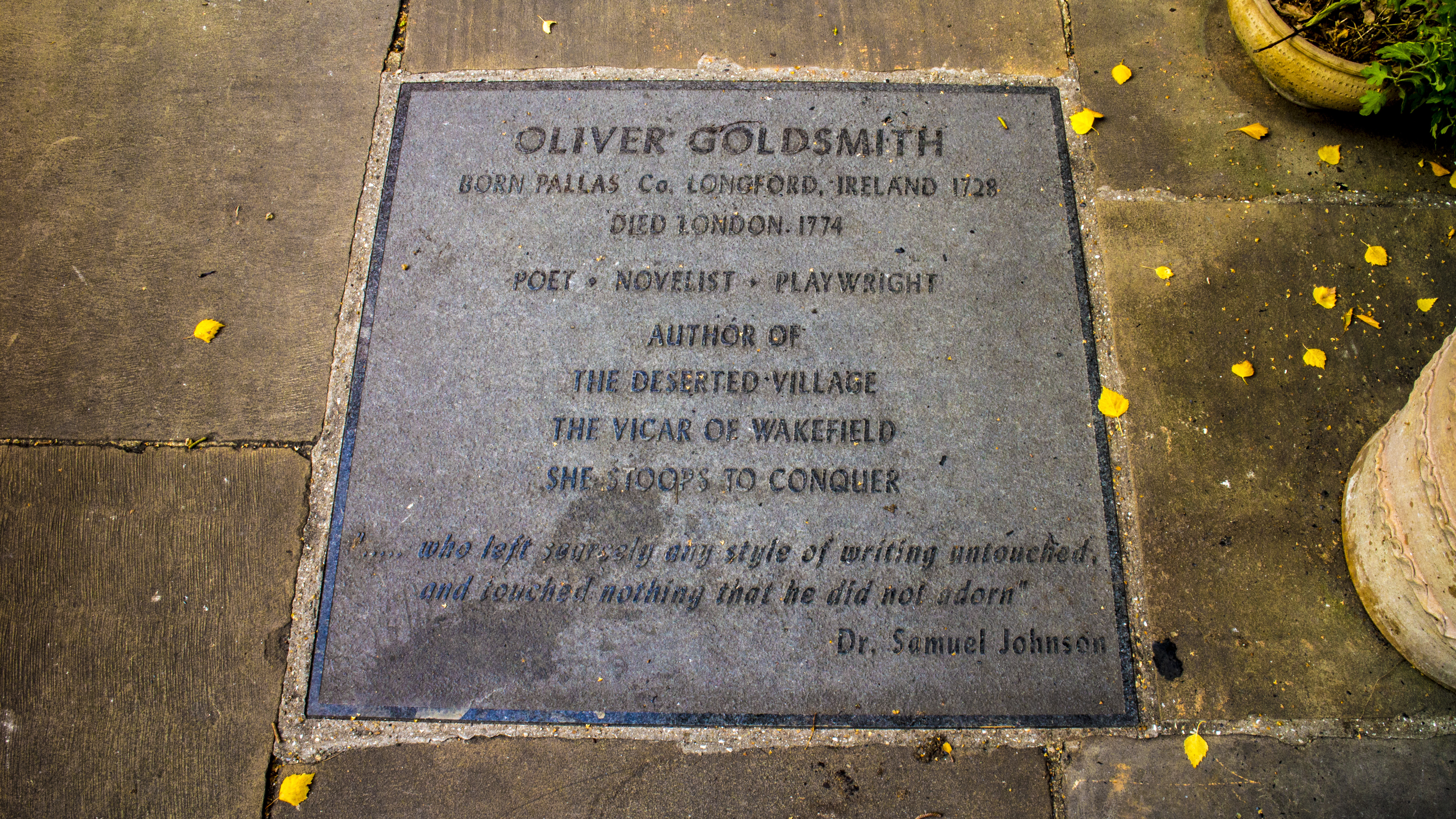
Deska v Templářském kostele v Londýně, kde byl Oliver Goldsmith pohřben

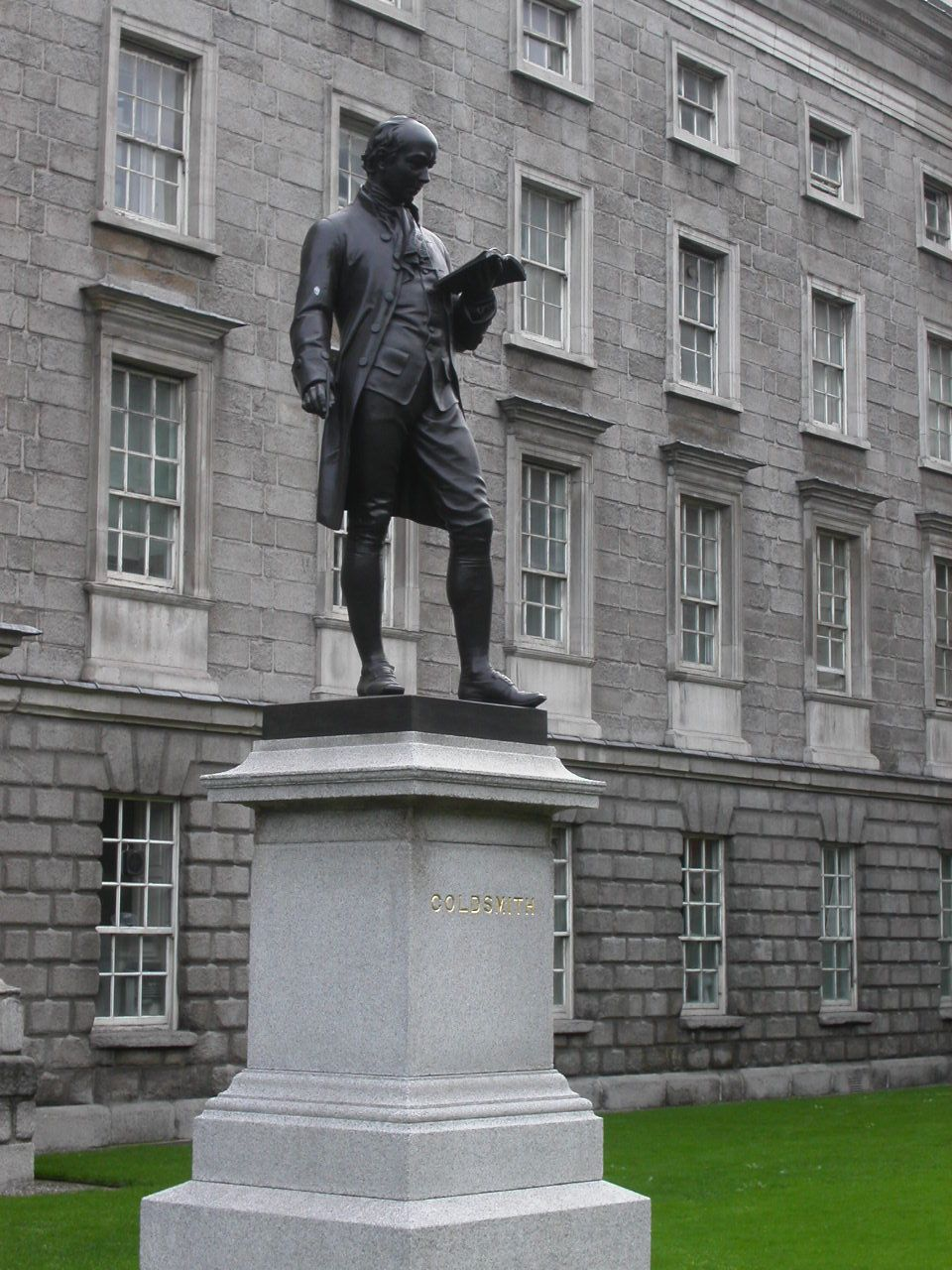
Socha Olivera Goldsmitha v Trinity College v Dublinu

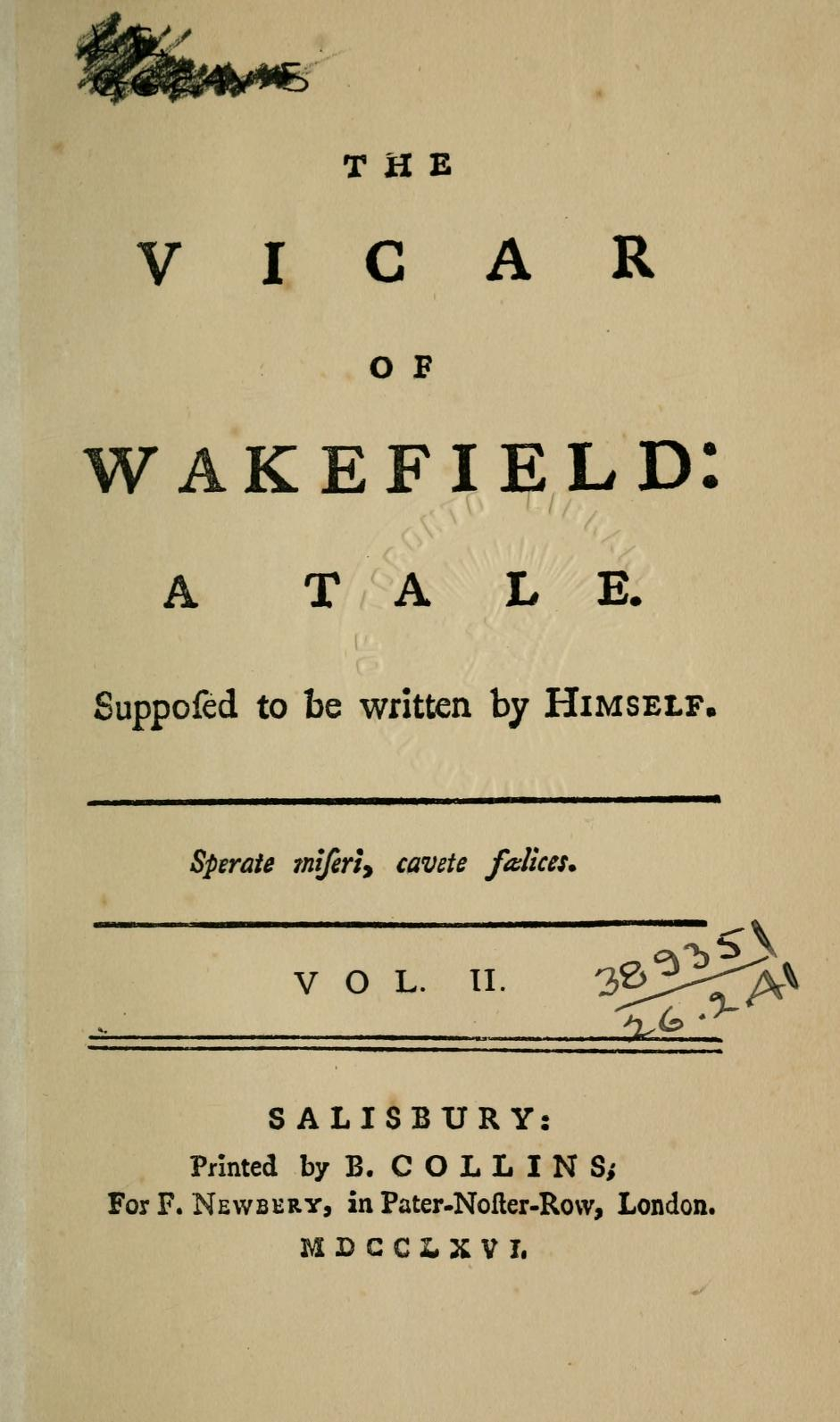
The Vicar of Wakefield, faksimile prvního vydání

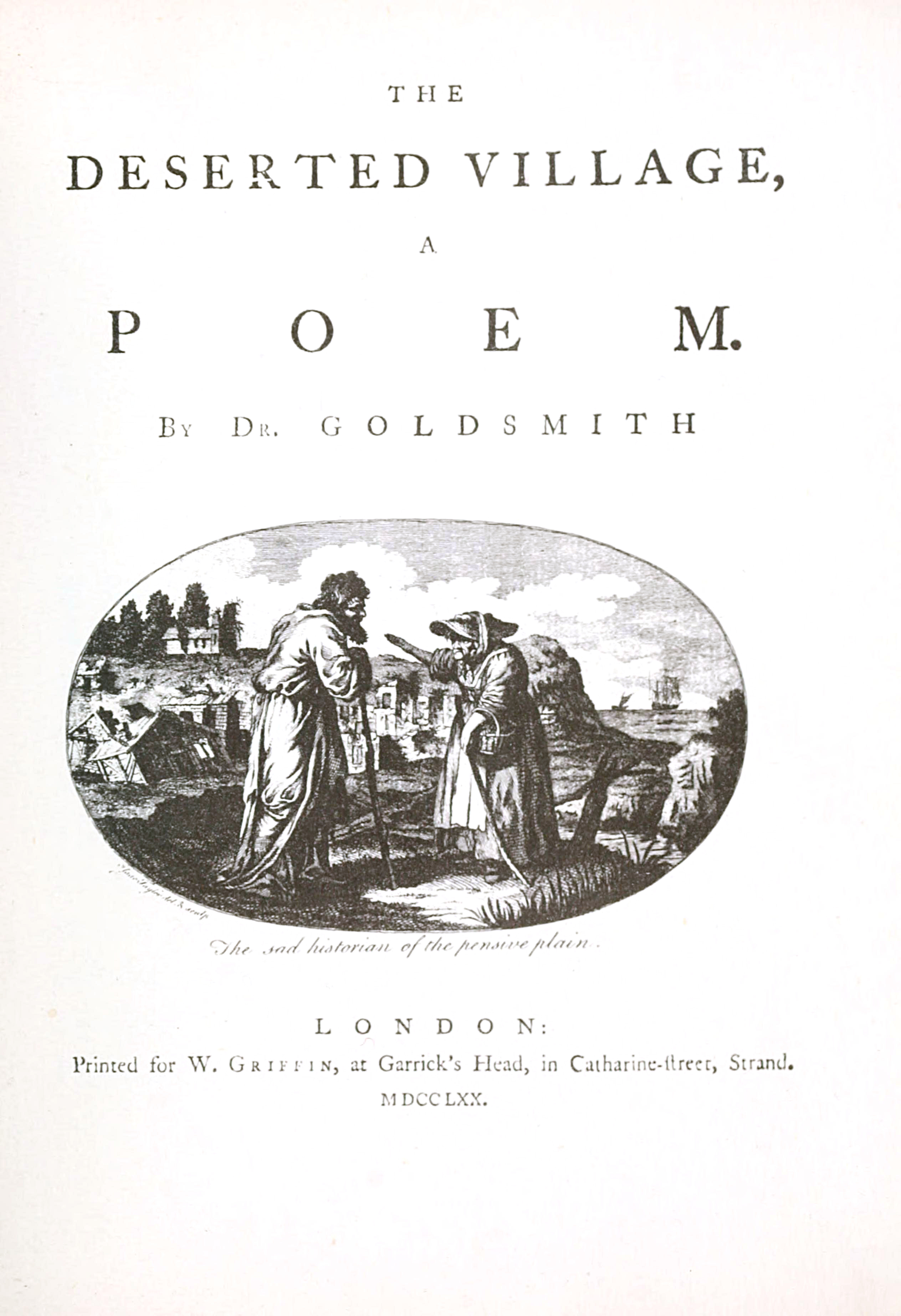
The Deserted Village, první vydání

Roku 1761 se seznámil s předním představitelem londýnské kulturní scény Samuelem Johnsonem, který rozpoznal jeho talent. Stal se členem jeho literárního klubu (šlo o dining club), který Johnson založil roku 1764 společně s malířem Joshuou Reynoldsem a filosofem Edmundem Burkem. Jeho prostřednictví se seznámil se sirem Georgem Savilem, který pro něj zařídil práci na gymnáziu v Thornhillu. Johnson jej rovněž zachránil před zatčením pro dluhy, protože od něj odkoupil za značnou sumu rukopis jeho nejvýznamnějšího díla, románu Farář wakefieldský (1766, The Vicar of Wakefield), stojícího na počátku tradice novověkého rodinného románu.
Goldsmith vládl obratným slohem, vzletným i rozmarným stylem a dokázal mistrným způsobem zachytit záchvěvy lidského ducha. Kromě umělecké prózy psal také básně, divadelní hry, životopisy významných osobností i historická díla. Jeho předčasná smrt v roce 1774 mohla být částečně způsobena jeho vlastní chybnou diagnózou infekce ledvin. Pohřben byl v Templářském kostele (Temple Church) v Londýně.

## Filmové a televizní adaptace
- The Vicar of Wakefield (1910, Farář wakefieldský), americký němý film, režie Theodore Marston.
- The Vicar of Wakefield (1912, Farář wakefieldský), britský němý film, režie Frank Powell.
- The Vicar of Wakefield (1913, Farář wakefieldský), britský němý film, režie Frank Wilson.
- She Stoops to Conquer (1914, Pokořila se, aby si ho podrobila), britský němý film, režie George Loane Tucker.
- The Vicar of Wakefield (1916, Farář wakefieldský), britský němý film, režie Fred Paul.
- The Vicar of Wakefield (1917, Farář wakefieldský), americký němý film, režie Ernest C. Warde.
- She Stoops to Conquer (1923, Pokořila se, aby si ho podrobila), britský němý film, režie Edwin Greenwood.
- She Stoops to Conquer (1939, Pokořila se, aby si ho podrobila), britský film, režie neuvedena.
- She Stoops to Conquer (1949, Pokořila se, aby si ho podrobila), britský televizní film, režie neuvedena.)
- She Stoops to Conquer (1956, Pokořila se, aby si ho podrobila), britský televizní film, režie Edward Burnham a Dennis Monger.
- Il vicario di Wakefield (1957, Farář wakefieldský), italský televizní seriál, režie Guglielmo Morandi.
- Elle s'abaisse pour vaincre (1962, Pokořila se, aby si ho podrobila), francouzský televizní film, režie Etienne Fuselier.
- Gli equivoci di una notte (1964, Omyly jedné noci), italský televizní film, režie Edmo Fenoglio.
- Ella si umilia per vincere ovvero Gli equivoci di una notte (1975, Pokořila se, aby si ho podrobila aneb Omyly jedné noci)), italský televizní film, režie Mario Landi.
- Double Transformation (1995), irský krátký flm založený na Goldsmithových básních, režie Marc-Ivan O'Gorman.
- She Stoops to Conquer (2003, Pokořila se, aby si ho podrobila), britský televizní film, režie Robin Lough.
- She Stoops to Conquer (2008, Pokořila se, aby si ho podrobila), britský televizní film, režie Tony Britten.
- She Stoops to Conquer (2012, Pokořila se, aby si ho podrobila), britský film, režie Jamie Lloyd.

## Bibliografie

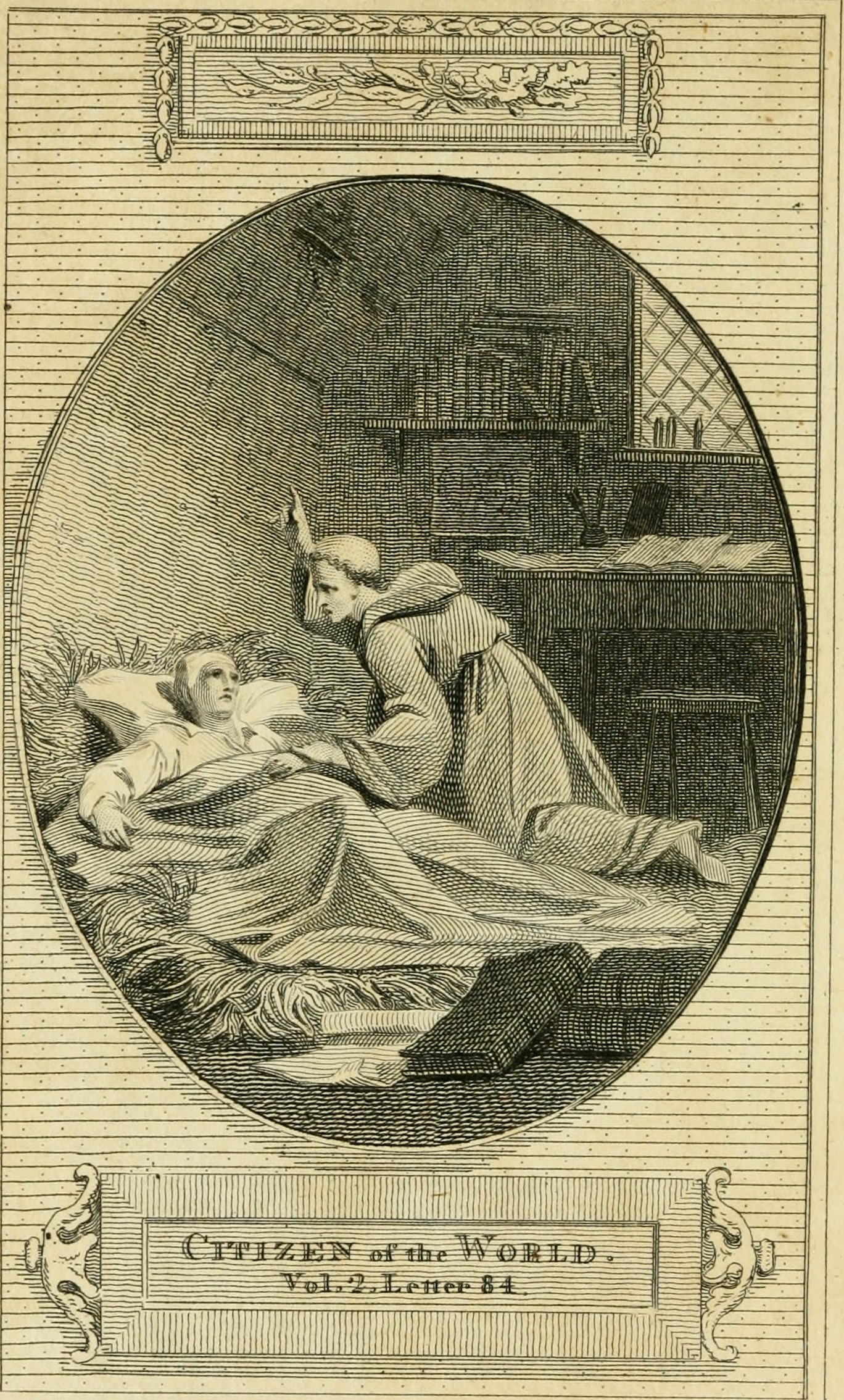
Citizien of the World, ilustrace z roku 1794.
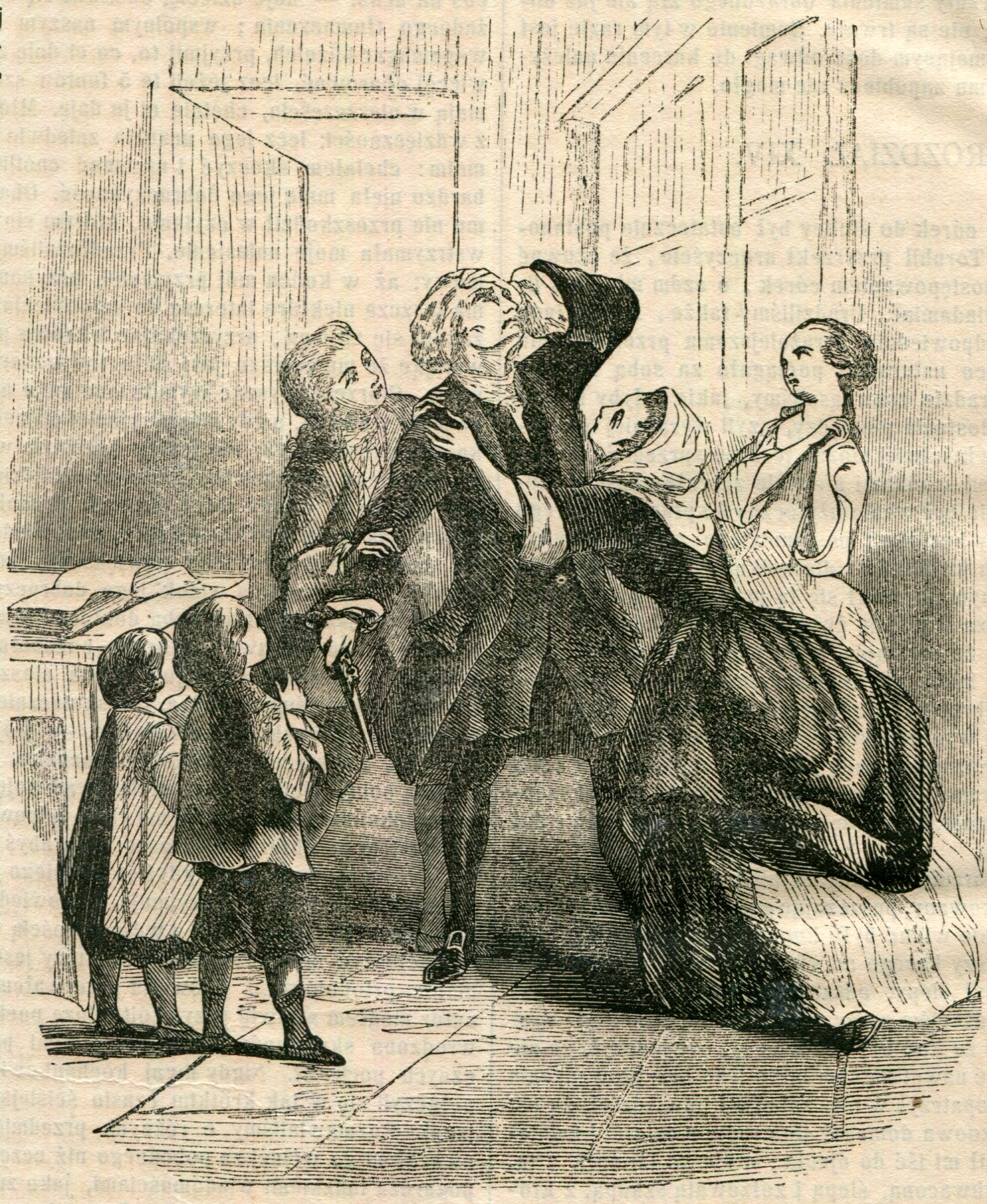
The Vicar of Wakefield, ilustrace Édouarda Frèreho z roku 1853.
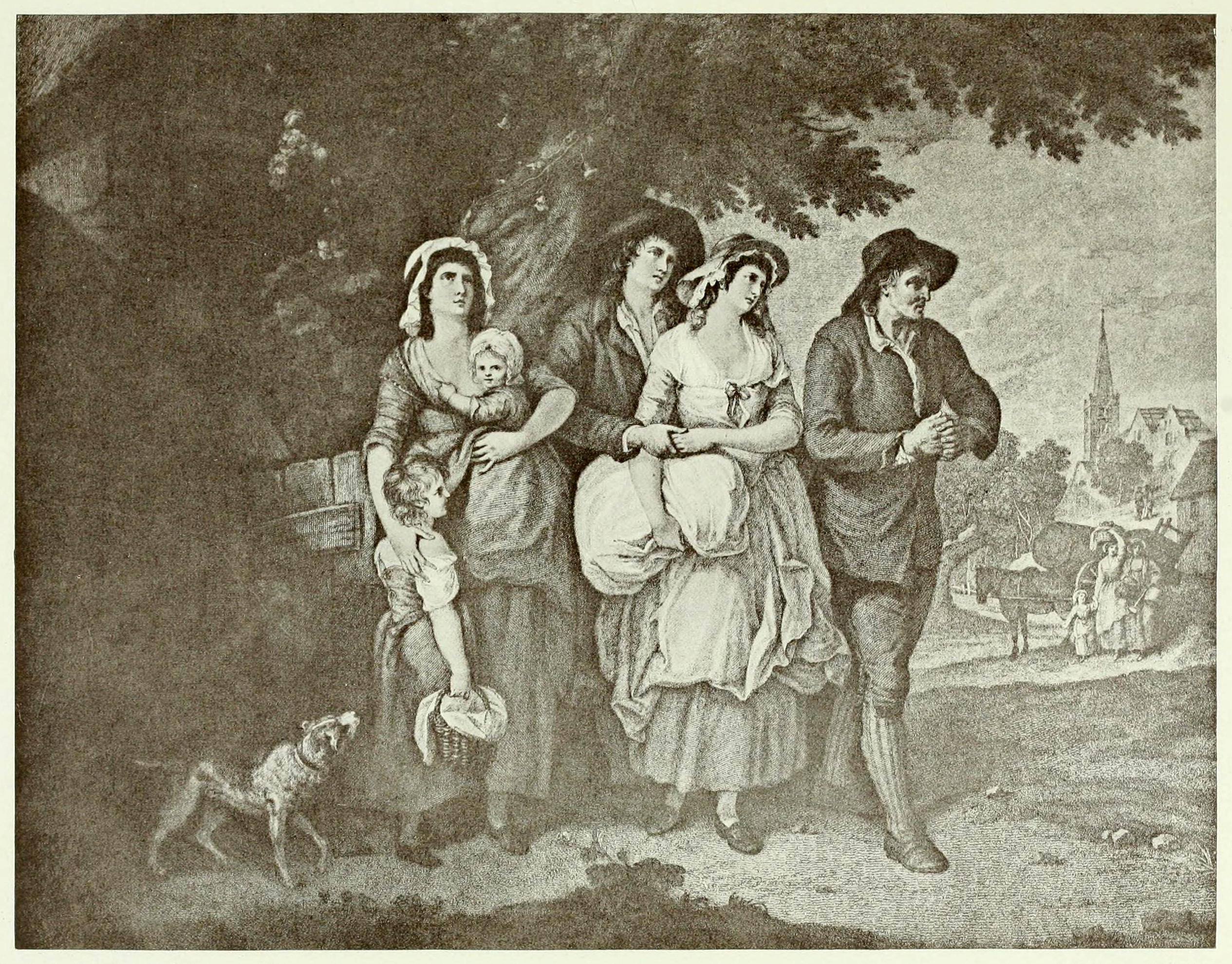
The Deserted Village, ilustrace z roku 1800.
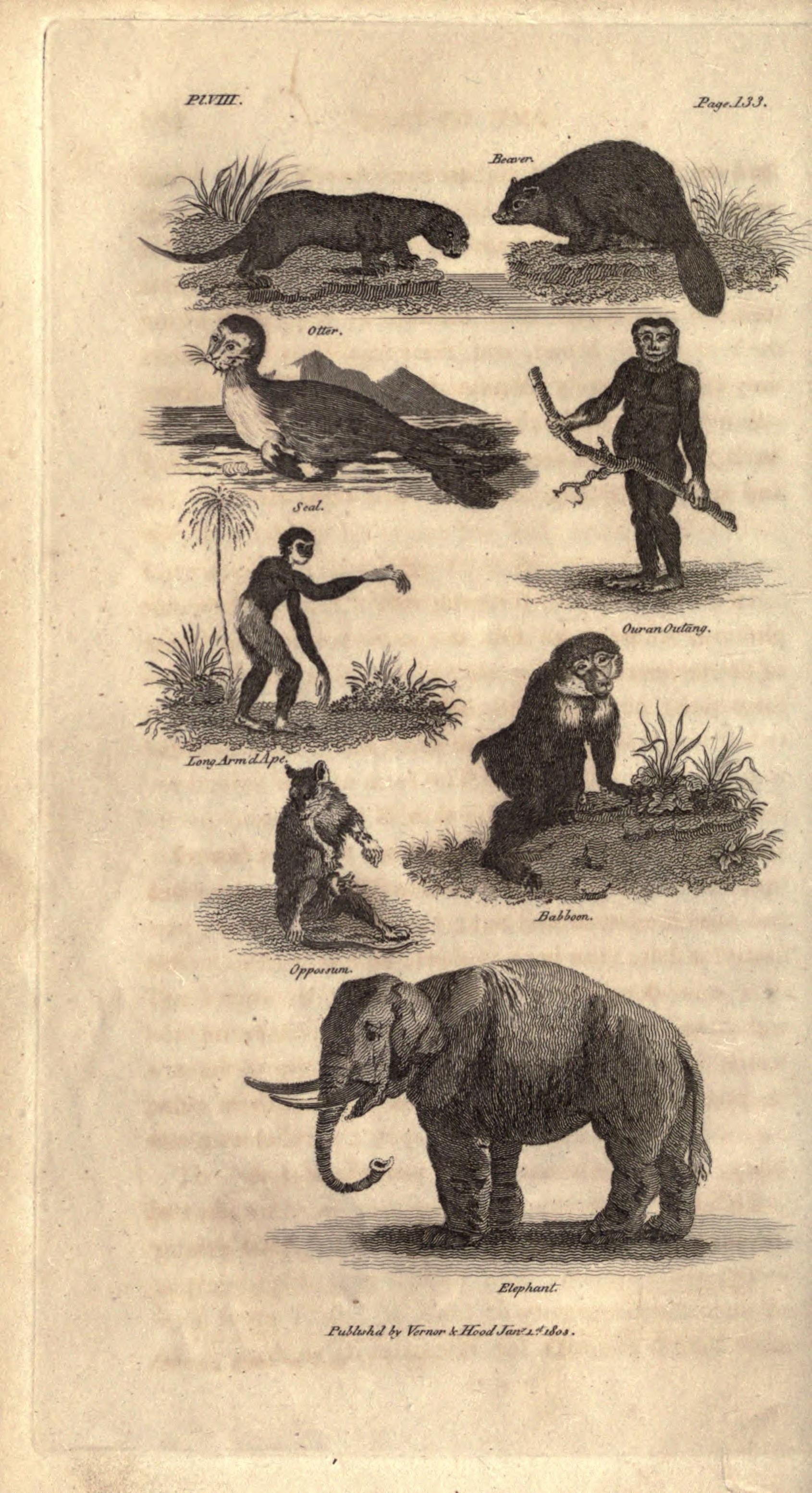
A History of the Earth and Animated Nature, ilustrace z roku 1807.

## Česká vydání
- Edwin a Angelína, přeložil Josef Jungmann roku 1797.
- Kazatel Wakefieldský, Martin Neureutter, Praha 1842, přeložil Václav Filípek.
- Vikář Wakefieldský, I. L. Kober, Praha 1884, přeložil Jakub Malý.
- ukázky z autorovy poezie jsou uvedeny v antologii Moderní básníci angličtí, Praha: Josef R. Vilímek 1898, přeložil Jaroslav Vrchlický.
- Vikář wakefieldský, Jan Otto, Praha 1904, přeložil Josef Julius David.
- Farář wakefieldský, SNKLHU, Praha 1954, přeložili Miroslav Jindra a Alena Jindrová-Špilarová.
- Omyly jedné noci, ČLDJ, Praha 1956, přeložila Olga Šimůnková.